# Cléistogamie

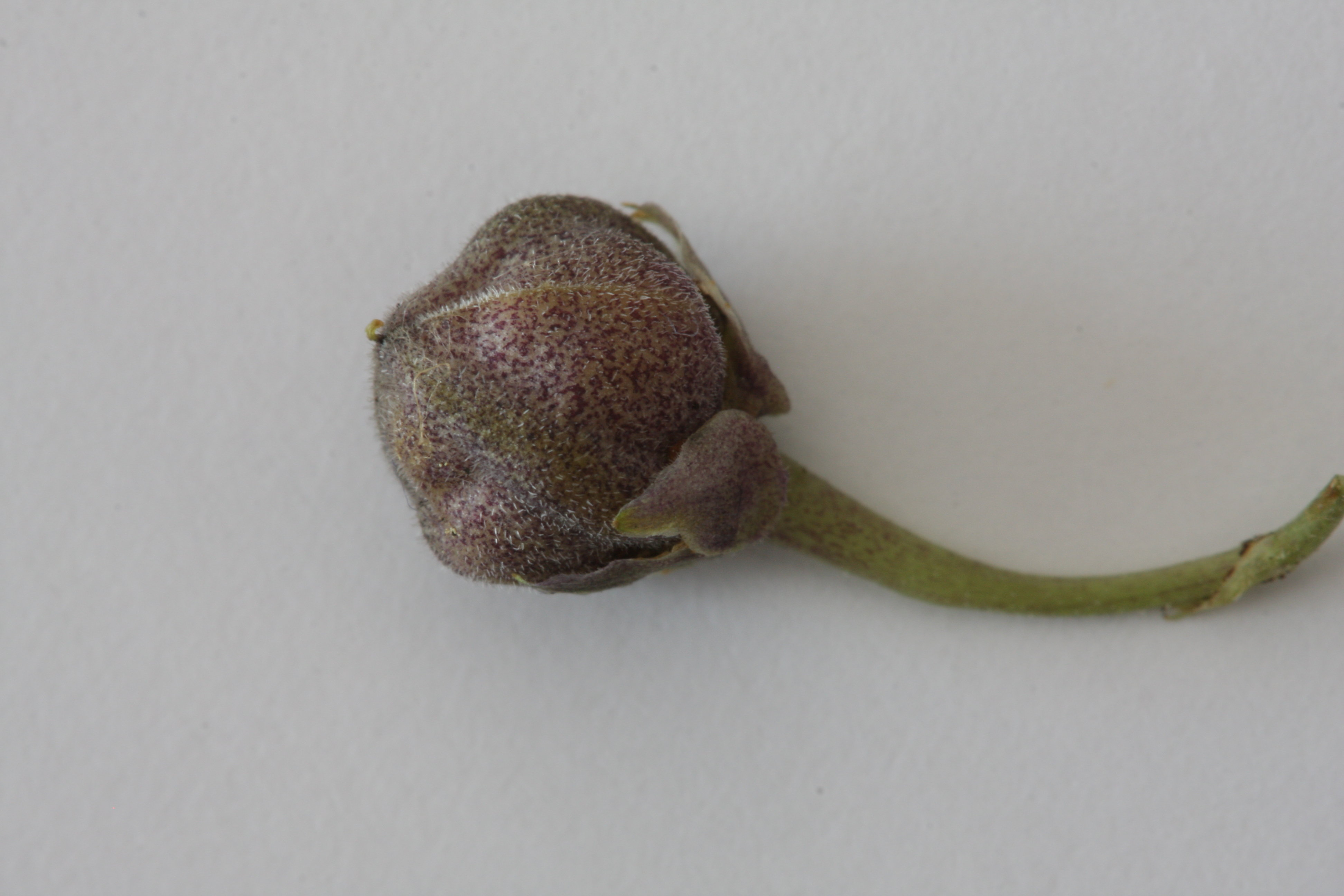
Fleur fermée cléistogame de Viola odorata

La cléistogamie (mot formé à partir des mots grecs κλειστός / kleistós, fermé, et γάμος / gámos, mariage), ou autopollinisation automatique, désigne la particularité de certaines espèces végétales de se reproduire par autopollinisation avec des fleurs qui ne s'ouvrent pas. Ce comportement diffère de l'autogamie qui est aussi une autopollinisation mais pas systématique du fait que la fleur est fermée. Ce cas est très répandu chez les graminées comme le blé, et chez certaines légumineuses, en particulier le pois, le haricot et l'arachide. La cléistogamie existe chez la drave ainsi que chez quelques espèces du genre Viola.
Par ailleurs, on peut trouver différentes formes de pseudocléistogamie dans la nature du fait de conditions environnementales particulières telles que : 
- - L'hydrocléistogamie : en raison de la présence d'eau dans la fleur;
  - La photocléistogamie : en raison du manque de lumière;
  - La psychrocléistogamie ou thermocléistogamie : en raison du manque de chaleur;
  - La xérocléistogamie : en raison de la sécheresse sévère.

Le contraire de la cléistogamie est la chasmogamie, signifiant « fleur ouvrante ».

## Référence
1. ↑  « Cléistogamie définition », aquaportail.com (consulté le 19 juin 2023)